# 이태양 (1993년)
이태양(李太陽, 1993년 1월 28일 ~ )은 전 KBO 리그 NC 다이노스의 우완 언더핸드 투수이다. 2016년에 승부조작 사건으로 인해 영구 제명됐다.

## 선수 시절

### 아마추어 시절
청주고등학교 2학년 때인 2009년에 청주고등학교의 제63회 황금사자기 전국고교야구대회에서 4강 진출에 크게 기여했다. 이 때의 활약으로 2010년 세계 청소년 야구 선수권 대회에 국가대표로 선발됐다.

### 넥센 히어로즈시절
2011년에 2라운드 지명을 받아 입단했고, 간간히 1군에 올라와 중간 계투로 등판했다. 2012년 NC 다이노스의 신생 구단 특별지명으로 이적하였다.

### NC 다이노스시절

#### 2013년 시즌
이적 후 불펜으로 시작했으나 5선발이었던 노성호의 부진으로 그가 대신 선발 엔트리에 합류했다. 4월 13일 SK 와이번스와의 경기에서 6이닝 노히트 노런을 기록하며 팀의 홈 첫 승리 투수와 데뷔 첫 승을 기록했다. 하지만 6월에 들어서면서 구위 저하로 인해 쉽게 무너지는 모습을 자주 보이며 마무리로 보직을 옮겼던 이재학과 자리를 바꿔 6월 19일에 불펜으로 이동했고, 8월 4일에 고창성과 함께 1군 엔트리에서 말소됐다.

#### 2015년 시즌
4월 16일 롯데 자이언츠와의 경기에서 6이닝 5피안타(1피홈런), 2실점(1자책)으로 호투하며 시즌 첫 승을 기록하며 2013년 5월 15일 롯데 자이언츠와의 경기 이후 701일만에 승리를 기록했다.
시즌 29경기에 등판해 10승 5패, 137.1이닝, 113탈삼진, 3점대 평균자책점을 기록했다. 규정 이닝을 채우지는 못했지만 개인 첫 두 자릿수 승을 기록했다.

##### 2015년플레이오프
2경기에 등판해 1.1이닝 2탈삼진 무실점을 기록했다.
| 방어율 | 경기수 | 승 | 패 | 세이브 | 홀드 | 완투 | 완봉 | 이닝  | 피안타 | 피홈런 | 볼넷 | 사구 | 삼진 | 실점 | 자책 | 비고 |
| ------ | ------ | -- | -- | ------ | ---- | ---- | ---- | ----- | ------ | ------ | ---- | ---- | ---- | ---- | ---- | ---- |
| 0.00   | 2      | 0  | 0  | 0      | 0    | 0    | 0    | 1 1/3 | 0      | 0      | 0    | 1    | 2    | 0    | 0    |      |

## 야구선수 은퇴 후
2021년부터 라이징스포츠 트레이닝 재활 센터의 대표로 활동했다.

## 국가대표 경력

### 2015년 WSBC 프리미어 12
11월 12일 베네수엘라전에 구원 등판해 1이닝 3탈삼진을 기록하며 국가대표 데뷔전을 가졌다. 이틀 후인 11월 14일 멕시코와의 경기에서 선발 등판해 3이닝 1피안타, 2볼넷, 3탈삼진, 2실점을 기록했다.
| 방어율 | 경기수 | 승 | 패 | 세이브 | 홀드 | 완투 | 완봉 | 이닝 | 피안타 | 피홈런 | 볼넷 | 사구 | 삼진 | 실점 | 자책 | 비고 |
| ------ | ------ | -- | -- | ------ | ---- | ---- | ---- | ---- | ------ | ------ | ---- | ---- | ---- | ---- | ---- | ---- |
| 4.50   | 2      | 0  | 0  | 0      | 0    | 0    | 0    | 4    | 1      | 0      | 2    | 0    | 6    | 2    | 2    |      |

## 논란
- 2016년 7월 20일에 승부 조작에 연루됐다는 기사가 나왔다. 당일 NC 다이노스는 계약을 해지한다고 발표했고, 즉시 방출됐다. 2017년 1월 25일에 영구 실격이 확정됐고, 한국, 일본, 미국, 대만에서 선수 및 지도자 생활을 할 수 없게 됐다.

## 출신 학교
- 청주내덕초등학교
- 청주중학교
- 청주고등학교

## 등번호
- '41' (2011년 ~ 2012년)
- '49' (2013년 ~ 2014년)
- '19' (2015년 ~ 2016년)

## 경력

### 국가대표 경력
- 2010년 세계 청소년 야구 선수권 대회 대표

## 통산 기록
| 연도 | 팀명  | 평균자책점 | 경기 | 완투 | 완봉 | 승 | 패 | 세 | 홀 | 승률  | 타자 | 이닝  | 피안타 | 피홈런 | 볼넷 | 사구 | 탈삼진 | 실점 | 자책점 |
| ---- | ----- | ---------- | ---- | ---- | ---- | -- | -- | -- | -- | ----- | ---- | ----- | ------ | ------ | ---- | ---- | ------ | ---- | ------ |
| 2011 | 넥센  | 4.76       | 5    | 0    | 0    | 0  | 0  | 0  | 0  | -     | 27   | 5.2   | 4      | 0      | 3    | 3    | 3      | 3    | 3      |
| 2012 | 넥센  | 6.00       | 4    | 0    | 0    | 0  | 1  | 0  | 1  | 0.000 | 16   | 3     | 1      | 0      | 4    | 2    | 3      | 2    | 2      |
| 2013 | NC    | 5.67       | 22   | 0    | 0    | 4  | 8  | 0  | 0  | 0.333 | 331  | 74.2  | 78     | 7      | 30   | 10   | 49     | 51   | 47     |
| 2014 | NC    | 6.46       | 9    | 0    | 0    | 0  | 1  | 0  | 1  | 0.000 | 80   | 15.1  | 19     | 3      | 13   | 4    | 9      | 11   | 11     |
| 2015 | NC    | 3.67       | 29   | 0    | 0    | 10 | 5  | 0  | 0  | 0.667 | 591  | 137.1 | 141    | 19     | 40   | 19   | 113    | 59   | 56     |
| 2016 | NC    | 4.21       | 10   | 0    | 0    | 2  | 2  | 0  | 0  | 0.500 | 209  | 47    | 44     | 7      | 26   | 8    | 27     | 22   | 22     |
| 통산 | 6시즌 | 4.48       | 79   | 0    | 0    | 16 | 17 | 0  | 2  | 0.485 | 1254 | 283   | 287    | 36     | 116  | 46   | 204    | 148  | 141    |